# 슈바인스학세

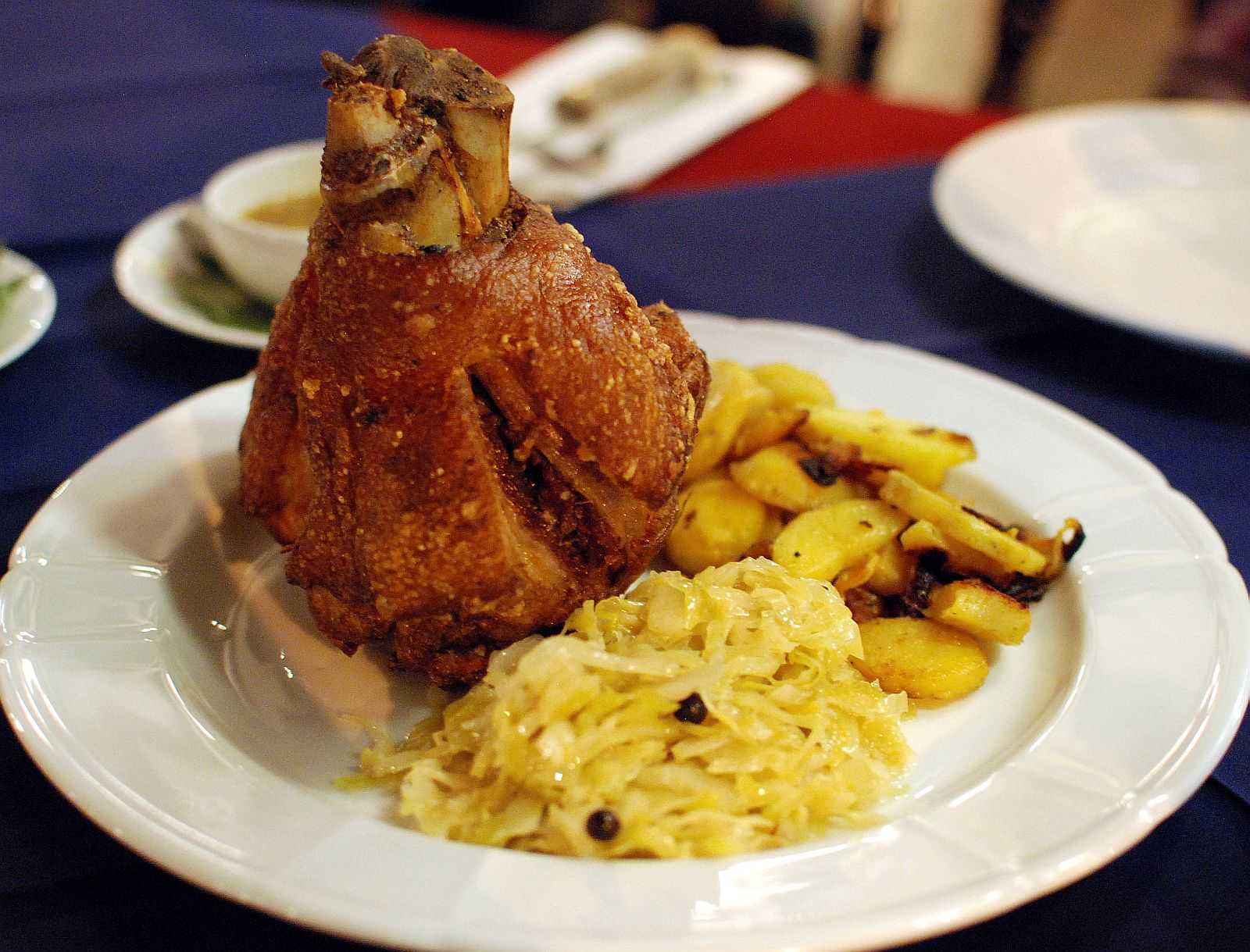
슈바인스학세

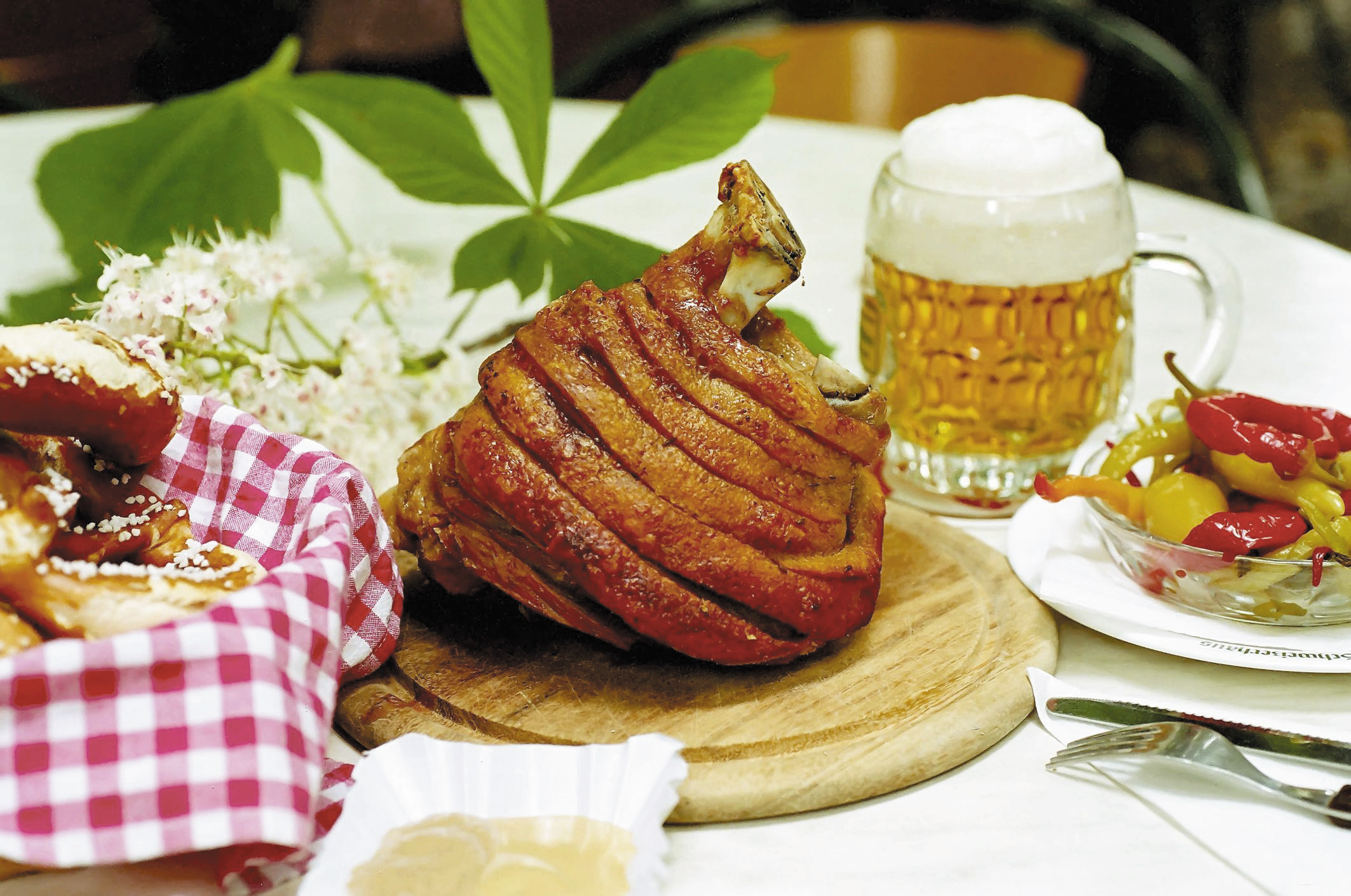
오스트리아식 슈텔체(Stelze)

슈바인스학세(독일어: Schweinshaxe)는 독일의 돼지고기 요리이다. 바이에른주에서 즐겨 먹는다. 재료로 사용되는 돼지고기의 부위가 족발과 비슷하지만 족발과 달리 슈바인학세는 돼지의 발 끝부분을 사용하지 않는다는 점이 다르다. 흔히 으깨거나 얇게 썬 감자와 자우어크라우트를 곁들여 먹는다.

## 어원
독일어에서 '슈바인'(schwein)은 돼지를, '학세'(haxe)는 소나 돼지의 발목 윗부분을 뜻한다. 즉, '슈바인스학세'(schweinshaxe)라는 이름은 주된 재료 이름에서 유래된 이름이다.

## 역사와 사회, 문화
17세기 초부터 중세 독일의 음식 문화가 프랑스 문화의 영향을 받으면서 기존 단순히 찌는 등의 조리법에서 서서히 탈피하면서 등장하게 되었다. 그 무렵 독일의 돼지고기 요리가 발달한 이유가 독특한데, 금식 기간 중 배가 고팠던 수도사들이 수도원에서 흔하게 기르던 돼지를 잡아먹기로 결심하고, 구워먹게 되었는데 그 냄새가 온 동네에 퍼지게 되어 동네 사람들이 지나갈 때마다 담장 뒤에서 새끼 돼지를 공중으로 던져 주게 되었다. 이런 식으로 돼지들이 공중으로 날아다니자 사람들이 의아하게 생각했고 한 수도사가 나와서 신의 가호로 무게가 0인 돼지가 태어났다고 바람을 잡은 뒤 금식 기간이라도 이 돼지를 먹는 것은 죄가 아니라고 널리 알렸다. 결국 아무 무게가 없는 돼지고기를 먹는 것이 허락되어 수도자들과 동네 사람들은 신의 가호가 내린 축복받은 음식이라며 즐기게 되었고 슈바인스학세가 독일의 정통음식이 되었다.
독일 요리에는 실용성을 강조하는 독일의 국민성이 녹아 있다. 감자, 청어, 쇠고기와 돼지고기 등의 재료가 주를 이루고, 조리법 자체가 매우 단순해 투박한 느낌이다. 예로부터 독일의 토질과 기후가 척박했던 탓이다. 국토가 넓은 만큼 지역별로 특색 있는 요리들이 발달했는데, 특히 슈바인스학세는 독일에서 세 번째로 큰 도시 뮌헨을 주도로 하는 바이에른주의 전통 요리다. 고단백, 고탄수화물의 푸짐하고 졍겨운 음식이 많은 것이 이 지역의 특징이다. 고된 농사일로 기력을 보충해야 하는 농부들이 많은 까닭이다. 일반적으로 소시지와 프레첼은 아침으로 저녁식사는 슈바인스학세로 먹었다고 한다. 독일의 축제 때 자주 먹으며 비어하우스에서도 인기 있는 메뉴이다. 피클, 그리고 맥주와 함께 ‘독일식 삼합(三合)’으로 불리기도 한다.

## 같이 보기
- 아이스바인